# Klaus Kellmann
Klaus Kellmann (* 4. Oktober 1951 in Langenhorn) ist ein deutscher Historiker.

## Leben
Kellmanns Eltern waren Flüchtlinge aus Ostpreußen. Nach dem Abitur an der Friedrich-Paulsen-Schule in Niebüll studierte er Geschichte und wurde Studienrat. 1982 wurde er bei Karl-Dietrich Erdmann promoviert. Ab 1985 war Kellmann Dezernent an der Landeszentrale für politische Bildung Schleswig-Holstein.

## Schriften (Auswahl)
- Wandlungstendenzen kommunistischer Parteien in Westeuropa zu einer pluralistischen Staats- und Gesellschaftsauffassung. Entscheidungsfragen des Eurokommunismus. Kiel 1982 (Kiel, Univ., Diss., 1982).
- Der 17. Juni 1953 – Das Ereignis und die Probleme seiner zeitgeschichtlichen Einordnung und Wertung. In: Geschichte in Wissenschaft und Unterricht: GWU (1983), Heft 6, S. 373–387.
- Pluralistischer Kommunismus? Wandlungstendenzen eurokommunistischer Parteien in Westeuropa und ihre Reaktion auf die Erneuerung in Polen. Klett-Cotta, Stuttgart 1984, ISBN 3-608-91274-6 (Teilw. zugl.: Kiel, Univ., Diss.).
- Die kommunistischen Parteien in Westeuropa: Entwicklung zur Sozialdemokratie oder Sekte? Klett-Cotta, Stuttgart 1988, ISBN 3-608-91478-1.
- Der Staat läßt morden: Politik und Terrorismus – heimliche Verbündete. Henschel Verlag, Berlin 1999, ISBN 3-89487-324-8.
- Stalin: eine Biographie. Primus Verlag, Darmstadt 2005, ISBN 3-89678-265-7.
- Friedrich Paulsen und das Kaiserreich. Wachholtz, Neumünster 2010, ISBN 978-3-529-02891-5.
- Schleswig-Holstein: Einblicke in Politik, Wirtschaft und Geschichte. Landeszentrale für politische Bildung Schleswig-Holstein, Kiel 2011.
- Dimensionen der Mittäterschaft: die europäische Kollaboration mit dem Dritten Reich. Böhlau, Köln, Wien, Weimar 2019, ISBN 978-3-205-20053-6.